# Jacques Nolot
Jacques Nolot (Marciac, Gers, 31 d'agost de 1943) és un actor, director, guionista i autor de teatre francès.

## Biografia
Originari del Gers, es va traslladar a París als 17 anys. Desitjant convertir-se en actor, va prendre classes d'interpretació mentre treballava com a venedor de verdures, però ràpidament va viure un període difícil, que el va portar a convertir-se en prostitut, després gigoló, més aviat per a homes. A la dècada de 1960, va fer diverses trobades decisives, inclosa la de Roland Barthes (al 17è Festival Internacional de Cinema de Canes de 1964) qui el va presentar a André Téchiné.
El 1968, Jacques Nolot va decidir reconnectar amb la seva vocació d'actor. Va tornar a prendre classes d'actuació, després va començar una carrera d'actor, primer a l'escenari, després com a paper secundari al cinema. També va ser, durant un temps, corredor de pintura. Als trenta-cinc anys es va separar de la seva parella i, després d'un període de depressió, va decidir escriure una obra de teatre amb tinys biogràfiques, La Matiouette, que té èxit als escenaris, i es va convertir en un migmetratge dirigit per André Téchiné.
Amic des de fa temps d'André Téchiné, Jacques Nolot va aparèixer en diverses de les pel·lícules d'aquest últim. A més de La Matiouette ou l'arrier-pays, una adaptació cinematogràfica de la seva obra en la qual interpreta el paper principal, va escriure el guió de J'embrasse pas que s'inspira en la seva carrera.
El 1997 va dirigir el seu primer llargmetratge, L'Arrière-pays, també amb tons autobiogràfics i que fa de continuació de La Matiouette.
Les seves pel·lícules com a director tracten notablement el tema autobiogràfic de l'homosexualitat.

## Filmografia

### Com a actor

#### Llargmetratges
- 1973 : Le Dingue de Daniel Daert : venedor de camises
- 1980 : Les Charlots contre Dracula de Jean-Pierre Desagnat : no acreditat
- 1981 : Hôtel des Amériques d'André Téchiné : figuració
- 1982 : La Passante du Sans-Souci de Jacques Rouffio
- 1983 : Le Bâtard de Bertrand Van Effenterre : l'inspector
- 1983 : Archipel des amours, sketx Le Goûter de Josette dirigida per Gérard Frot-Coutaz : Roger
- 1983 : La Matiouette ou l'arrière-pays d'André Téchiné : Alain Pruez
- 1983 : L'Été meurtrier de Jean Becker : Fiero
- 1984 : L'Addition de Denis Amar : Crampon
- 1984 : Viva la vie de Claude Lelouch : l'inspector
- 1985 : Les Spécialistes de Patrice Leconte : el gendarme chez Laura
- 1985 : Flash Back de Olivier Nolin : l'épicier
- 1985 : Rendez-vous d'André Téchiné : Max
- 1985 : Train d'enfer de Roger Hanin : Lancry
- 1986 : Rosa la rose, fille publique de Paul Vecchiali : Alex
- 1986 : Le Lieu du crime d'André Téchiné : le Père Sorbier
- 1986 : Zone rouge de Robert Enrico : Pierre Rousset
- 1986 : Douce France de François Chardeaux : Jeannot
- 1987 : Résidence surveillée de Frédéric Compain : Monsieur Pancet
- 1987 : Vent de panique de Bernard Stora : le caissier du restaurant
- 1987 : Les Innocents d'André Téchiné : el metge
- 1988 : La Comédie du travail de Luc Moullet : le chômeur abattu
- 1988 : Savannah de Marco Pico : l'agent
- 1988 : Le Café des Jules de Paul Vecchiali : Jeannot
- 1988 : Trois places pour le 26 de Jacques Demy : Marcel Amy
- 1989 : Hiver 54, l'abbé Pierre de Denis Amar
- 1990 : Après après-demain de Gérard Frot-Coutaz : le voyageur de commerce
- 1990 : Pentimento de Tonie Marshall : le contrôleur du train
- 1991 : On peut toujours rêver de Pierre Richard : le chauffeur de Charles
- 1992 : Border Line de Danièle Dubroux : Georges Birsky
- 1993 : Ma saison préférée d'André Téchiné : l'homme du cimetière
- 1994 : J'ai pas sommeil de Claire Denis : le spectateur au cinéma
- 1994 : Les Roseaux sauvages d'André Téchiné : Monsieur Morelli
- 1995 : Oublie-moi de Noémie Lvovsky
- 1996 : Les Grands Ducs de Patrice Leconte : Francis Marceau
- 1996 : Le Journal du séducteur de Danièle Dubroux : un pacient del psiquiatre
- 1996 : Nénette et Boni de Claire Denis : Monsieur Luminaire
- 1997 : Mauvais Genre de Laurent Bénégui : le conserge del Louvre
- 1997 : Artemisia d'Agnès Merlet : l'advocat
- 1998 : L'Arrière pays de Jacques Nolot : Jacqui
- 1999 : À mort la mort ! de Romain Goupil : Michel
- 2000 : Sous le sable de François Ozon : Vincent
- 2001 : Café de la plage de Benoît Graffin : Fouad
- 2002 : Les Amants du Nil de Éric Heumann : Charles Frendo
- 2002 : La Chatte à deux têtes de Jacques Nolot : le quinquagénaire
- 2005 : Peindre ou faire l'amour d'Arnaud et Jean-Marie Larrieu : Michel
- 2007 : Les Témoins d'André Téchiné : l’amo de l'hôtel
- 2007 : Avant que j'oublie de Jacques Nolot : Pierre Pruez
- 2007 : 72/50 d'Armel de Lorme i Gauthier Fages de Bouteiller
- 2009 : Les Derniers Jours du monde d'Arnaud et Jean-Marie Larrieu : doctor Abeberry
- 2009 : Au voleur de Sarah Petit : Manu
- 2011 : L'Apollonide : Souvenirs de la maison close de Bertrand Bonello : Maurice, un client
- 2011 : La Ligne blanche d'Olivier Torres : Serge
- 2012 : Les Chants de Mandrin de Rabah Ameur-Zaïmeche : el marquès
- 2012 : Les Adieux à la reine de Benoît Jacquot : Monsieur de Jolivet
- 2013 : Spiritismes de Guy Maddin
- 2013 : Michael Kohlhaas d'Arnaud des Pallières : l'avocat
- 2013 : Gare du Nord de Claire Simon : client de Mario
- 2015 : La Chambre interdite de Guy Maddin : le ministre
- 2017 : Les Fantômes d'Ismaël d'Arnaud Desplechin : Claverie
- 2018 : Un couteau dans le cœur de Yann Gonzalez : Monsieur Vannier
- 2018 : Les Grands Squelettes de Philippe Ramos : lui-même
- 2019 : L'Adieu à la nuit d'André Téchiné : le logeur de Lila
- 2019 : Vif-Argent de Stéphane Batut : le vieux fantôme
- 2019 : Terminal Sud de Rabah Ameur-Zaïmeche : le directeur de l'hôpital
- 2021 : Le Monde après nous de Louda Ben Salah-Cazanas : Jacques
- 2021 : Tout s'est bien passé de François Ozon : Robert

#### Curtmetratges
- 1981 : Le Goûter de Josette de Gérard Frot-Coutaz : Roger
- 1985 : Le Tiers providentiel de Gérard Frot-Coutaz
- 1985 : Hypothèse d'un soir de Marie-Christine Fieni
- 1986 : Manège de Jacques Nolot : Max
- 1990 : Carré de Stéphane Caruel
- 1992 : La Robe de cerceau de Claire Denis
- 1993 : La Vis de Didier Flamand : un dessinateur
- 1994 : Pas de perdant de Franck Saint-Cast
- 2010 : Ea3 de Vincent Dieutre
- 2014 : Le Miel est plus doux que le sang de Colia Vranici
- 2017 : Enfant chéri de Valérie Mrejen et Bertrand Schefer : Jacques, le père
- 2018 : La Nuit d'Ismaël d'Ozal Emier : client de bar

#### Telefilms i sèries
- 1984 : Série noire : J'ai bien l'honneur de Jacques Rouffio

### Com a director
- 1986 : Manège (curtmetratge)
- 1997 : L'Arrière pays
- 2002 : La Chatte à deux têtes
- 2007 : Avant que j'oublie

### Com a gionista
- 1983 : La Matiouette ou l'Arrière-pays d'André Téchiné
- 1988 : Le Café des Jules de Paul Vecchiali
- 991 : J'embrasse pas d'André Téchiné

## Teatre
- 1973 : Célébration (des Deux Orphelines) en forme de récupération (du Second Empire) de François Cazamayo, Claire-Lise Charbonnier et Bernard Mathieu, posada en escena Guy Kayat, Théâtre 71 Malakoff
- 1975 : Safari dans un placard de Alain Bernier et Roger Maridat, posada en escena Nicolas Bataille i Jacques Legré, Théâtre La Bruyère
- 1981 : La Matiouette ou l'arrière-pays (autor i intèrpret)
- 1992 : Légendes de la forêt viennoise d'Ödön von Horváth, posada en escena André Engel, MC93 Bobigny